# Giải vô địch bóng đá U-17 CONCACAF 2015
Giải vô địch bóng đá CONCACAF U-17 2015 của các tổ chức Liên đoàn bóng đá CONCACAF (AFC) cho các cầu thủ trong độ tuổi 17 và dưới đây. Honduras đã được phê duyệt như chủ nhà của các đối thủ cạnh tranh về ngày 25 tháng 4 năm 2013. Cuộc thi được sử dụng để xác định bốn đại diện CONCACAF tại 2015 FIFA U-17 World Cup tại Chile.

## Vòng loại
Bài chi tiết: Vòng loại giải vô địch bóng đá CONCACAF U-17 2014

## Địa điểm
| Thành phố      | Sân vận động                   | Sức chứa |
| -------------- | ------------------------------ | -------- |
| San Pedro Sula | Estadio Olimpico Metropolitano | 37.235   |
| San Pedro Sula | Estadio Francisco Morazán      | 26.781   |

## Điều thay đổi
Trước đây có bốn nhóm ba đội trong vòng bảng của cuộc thi, mỗi đội chơi tối thiểu là hai trò chơi và các định dạng trước đó đã có tổng cộng 20 trận. Kể từ năm 2015 sẽ có hai nhóm sáu đội, mỗi đội sẽ chơi tối thiểu năm trò chơi và các cuộc thi sẽ có tổng cộng 33 trận đấu. CONCACAF nói rằng các định dạng mới sẽ hỗ trợ phát triển và cạnh tranh. 
Các giai đoạn loại trực tiếp, trong đó bao gồm tám trận, gồm bốn tứ kết, hai trận bán kết, trận playoff vị trí thứ ba và cuối cùng, đã được thay thế bằng hai trận playoff và một thức.